# Asymblepharus tragbulense
Espèce
Synonymes
- Lygosoma himalayanum tragbulensis Alcock, 1898

Asymblepharus tragbulense est une espèce de sauriens de la famille des Scincidae.

## Répartition
Cette espèce est endémique d'Inde. Sa présence est incertaine au Pakistan.

## Étymologie
Son nom d'espèce, composé de tragbul et du suffixe latin -ense, « qui vit dans, qui habite », lui a été donné en référence au lieu de sa découverte, le col de Tragbul à 50 km au nord-nord-ouest de Srinagar (vallée du Cachemire).

## Publication originale
- Alcock, 1898 : Report on the Natural History Results of the Pamir Boundary Commission, Calcutta (1897), p. 1-45 (texte intégral).